# 2022 dans l'édition
Cet article présente les faits marquants de l'année 2022 dans l'édition.

## Décès

### Février
- 1er février : Brian Augustyn, Éditeur et scénariste de bande dessinée américain.
- 16 février : Jean-Marie Queneau, Peintre, graveur et éditeur français.

### Mars
- 9 mars : Yves Michalon, Écrivain et éditeur français.

### Mai
- 1er mai : Dominique Lecourt, Philosophe et éditeur français.
- 8 mai : Robert Gillmor, Ornithologue, artiste, illustrateur, auteur et éditeur britannique.
- 9 mai : David Lytton-Cobbold, 2e baron Cobbold, pair héréditaire britannique.
- 24 mai : Pierre Belfond, Éditeur français.

### Juin
- 4 juin : Marc Pessin, Graveur, éditeur et illustrateur français.

### Juillet
- 3 juillet : Joseph Banowetz, Pianiste, pédagogue, auteur et éditeur américain.
- 21 juillet : Alain Horic, Militaire, poète et éditeur canadien.
- 30 juillet : Rolf Kesselring, Éditeur, écrivain et journaliste suisse.

### Août
- 7 août : Elana Dykewomon, Militante lesbienne, auteure, éditrice et enseignante américaine.

### Septembre
- 11 septembre : Javier Marías, Écrivain, traducteur, éditeur et journaliste espagnol.
- 22 septembre : Renaud de Rochebrune, Historien, éditeur et journaliste français.

### Octobre
- 2 octobre : Eamonn McCabe, Photojournaliste, photographe sportif, portraitiste et éditeur photo britannique.
- 17 octobre : Carmen Callil, Éditrice, écrivaine et critique australienne.

### Décembre
- 14 décembre : Wulf Kirsten, Poète et éditeur allemand.
- 19 décembre : Jonas Boruta, Prêtre jésuite, théologien et éditeur lituanien.
- 30 décembre : Maurice Horn, Auteur, éditeur et historien franco-américain.